# Ceanothus leucodermis
Ceanothus leucodermis là một loài thực vật có hoa trong họ Táo. Loài này được Greene mô tả khoa học đầu tiên năm 1895.